# Crisis de identidad (historieta)
Crisis de identidad corresponde a un cómic de serie limitada, compuesto de siete números, publicado por la editorial DC Comics en el año 2004 y desarrollado por el escritor Brad Meltzer y el equipo artístico conformado por los dibujantes Rags Morales y Michael Bair. Fue una de las muchas series de DC Comics ubicada en los primeros lugares de ventas a lo largo de su publicación, pero atrajo mucha controversia ya que aparentemente produjo una retrocontinuidad en algunos aspectos de la historia del Universo DC y se caracterizó por su descripción gráfica de los crímenes cometidos mientras ocurrían los hechos. A esta serie le sigue Crisis Infinita.

## Intención del título
El título de la serie se relaciona con varias ideas:
- La importancia de y consecuencias de exposición de las identidades secretas de los superhéroes.
- La identidad desconocida del asesino.
- El forcejeo de los protagonistas para determinar sus propias identidades y tratar con las consecuencias de sus acciones pasadas así como las recientes tragedias; véase crisis de identidad (psicología).
- La Crisis en Tierras Infinitas y su continuación Crisis Infinita.
- El título se tomó directamente del título de un episodio de "Aventuras de Superman", el programa de televisión protagonizado por George Reeves, que Dan Didio tenía en su oficina

Algunos críticos consideraron su esfuerzo por agregar excitación moderna y drama a "los antiguos personajes" la explotación sensacionalista, mientras otros aclamaron el trabajo como una obra maestra que puso al día a varios personajes de DC con éxito. Un miembro del personal del anterior DC - después confirmó como la editora auxiliar de DC Valeria D'Orazio (quién trabajó adelante Crisis de Identidad) - (mientras alterando los nombre de la compañía y personajes por razones legales) que los eventos de la miniserie, sobre todo la violación del personaje Sue Dibny, se dictó por editores de DC para atraer ventas y atención fuera de Marvel Comics.

## Argumento
Sue Dibny, esposa de Elongated Man, es asesinada, y su cuerpo es horriblemente quemado. La comunidad de superhéroes del Universo DC es convocada para encontrar al asesino.
Las primeras sospechas recaen sobre Doctor Light ya que, como es revelado en la misma serie, este abusó de Sue Dibny algunos años atrás en los cuarteles generales del satélite de la JLA. También se revela que Atom, Black Canary, Hawkman, Flash (Barry Allen), Green Lantern (Hal Jordan) y Green Arrow permitieron que la hechicera Zatanna borrara la mente de Doctor Light una vez capturado. No solamente fue removido de su memoria el recuerdo de la violación de Sue, sino que su personalidad fue también completamente alterada para que pasara a ser mucho menos qué una amenaza (explicando porqué un oponente de la Liga de la Justicia pasó a ser un villano al nivel de los Jóvenes Titanes).↵Pensando que ahora Light pudo haber sido el responsable del asesinato de Sue, los superhéroes intentan capturarlo. Sin embargo, Light ha contratado a Deathstroke para su protección. En la batalla resultante entre Deathstroke y la JLA, Doctor Light recupera su memoria, y enfurecido por la violación que se le hizo a su mente, escapa del lugar.
Luego, el asesino trata de ahorcar a Jean Loring, la exesposa de Atom. El intento falla, ya que Atom llega en un instante y corta la cuerda desde el interior, en su forma microscópica. El asesino luego envía una amenaza de muerte a Lois Lane (esposa de Superman). Finalmente, Captain Boomerang da un golpe, asesinando a Jack Drake, el padre de Robin (Tim Drake). Sin embargo, Jack Drake recibe antes una nota alertándolo del inminente atentado a su vida, de la misma manera que recibe un arma, ambas enviadas por un anónimo. Jack Drake le dispara de forma fatal a Captain Boomerang, pero este se las arregla para lanzar un búmeran navaja al pecho de Drake, matándolo. Batman confisca la nota recibida por Jack antes de que las autoridades o los medios puedan enterarse de su existencia.
Mientras la investigación continua, Firestorm (Ronnie Raymond) es apuñalado por Shadow Thief, quien utiliza la espada encantada de Shining Knight, atravesando y rompiendo su piel. Aproximándose a la masa crítica, Firestorm se eleva hacia el cielo y explota.
Bolt es herido seriamente en un tiroteo por dos maleantes que transportan la armadura de batalla de Lex Luthor.
Green Arrow (Oliver Queen) le revela a Flash (Wally West) que Batman alcanzó a entrar al cuartel general cuando Zatanna estaba llevando a cabo la lobotomización a Doctor Light. Cuando Batman intentó evitar que hicieran eso, también fue mentalmente manipulado, a pesar de que en este caso Zatanna sólo removió de su memoria los últimos minutos que habían pasado.
Finalmente, la autopsia del cuerpo de Sue Dibny, realizada por Doctor Mid-Nite y Mister Terrific revela que Sue Dibny habría muerto por un infarto cerebral. Un escaneo microscópico del cerebro de Dibny revela sorpresivamente dos pequeñas huellas de pisadas como una clave de las causas del infarto.
Mid-Nite y Terrific, además de Batman, por separado, se dan cuenta de que Sue fue asesinada por alguien que tiene acceso a la tecnología de Atom, Ray Palmer (la tecnología de Palmer le asegura la habilidad de encogerse hasta tamaño subatómico). Antes de que puedan descubrir si fue Palmer o alguien utilizando su tecnología, Ray descubre que su esposa, Jean Loring, está enterada de la nota enviada a Jack Drake (conocimiento que ha sido mantenido como secreto). Palmer deduce entonces que ella es la asesina.
Loring afirma que no era su intención matar a Sue, ni tampoco lo era que Jack Drake fuera asesinado. Argumenta que había enviado la nota y el arma para que así él pudiera protegerse y sobrevivir al ataque. Le dice a Palmer que subestimó su plan, que incluía fingir un atentado en contra de su propia vida, para así poder traer a Ray de vuelta a su vida. Palmer se da cuenta de que su exesposa está enferma, y decide internarla en Arkham Asylum.

## Información de Trasfondo
- En las publicaciones #166 a #168 de la Liga de la Justicia de América, la Sociedad Secreta de Super Villanos, incluyendo a The Wizard, Floronic Man, Star Sapphire, Reverse-Flash y Blockbuster, capturan a los miembros de la JLA Superman, Batman, Green Lantern (Hal Jordan), Zatanna y Wonder Woman e intercambian sus cuerpos con los de los superhéroes, lo que produce que se enteren de las verdaderas identidades secretas de los miembros de la JLA. En la conclusión del arco argumental, Zatanna borra de las memorias de los villanos los incidentes que sucedieron y las identidades secretas que descubrieron. Como parte de los cambios en la continuidad introducidos por la Crisis en Tierras Infinitas, Wonder Woman fue replanteada y eliminada de los eventos pre-Crisis de la JLA. En todas las referencias futuras a las aventuras pre-Crisis de la JLA, incluyendo sus orígenes y el incidente con la Sociedad Secreta, Wonder Woman es reemplazada por Black Canary. Sin embargo, siguiendo a Crisis Infinita, Wonder Woman ha sido restituida como miembro fundador, de manera que el replanteamiento de Black Canary ha sido replanteado. Esto significa que todas las apariciones de Wonder Woman en la Liga, incluyendo los eventos con la Sociedad Secreta, están de vuelta dentro de la continuidad. De la misma manera, el Hawkman del flashback es Carter Hall, el que reemplazó retroactivamente a Katar Hol luego del relanzamiento de Hawkworld.

- Cuando Elongated Man fue admitido en la JLA, su esposa, Sue Dibny, apareció regularmente en sus historias y se revela que pasó mucho tiempo sola en el Satélite de la Liga de la Justicia.

## Personajes

### Heroes
Green Arrow - Gran parte de la historia es relatada desde el punto de vista de Oliver Queen. Cuando Sue Dibny fue abusada en el Satélite de la Liga de la Justicia, votó en contra de la alteración de la personalidad de Doctor Light.
Elongated Man - En la publicación #1, Ralph Dibny es enviado a una misión misteriosa por su esposa, Sue, como parte de un regalo. Es el primer superhéroe en sospechar de Doctor Light como posible asesino de su esposa. Ralph lucha por mantener una forma sólida mientras llora por la muerte de su esposa, y es mostrado en la escena final de la serie "conversando" con su esposa muerta.
Batman - El más experto detective de la Liga de la Justicia, Batman cumple un rol importante al resolver el misterio del asesinato de Sue Dibny y el "intento de homicidio" de Jean Loring. Se revela en la publicación #6 que luego de que se teleportó fuera del satélite para atender una emergencia, Sue fue violada por Doctor Light, y que regresó al satélite cuando Zatanna se encontraba en pleno proceso de alterar la personalidad de Doctor Light. Batman trató de detenerla, pero esta usó un hechizo para dejarlo inmóvil. Luego de esto Zatanna borró de su memoria los sucesos que acababan de ocurrir. Cuando la JLA combatió a Doctor Light en Crisis de Identidad #3, Doctor Light proyectó una memoria de la JLA, con Batman incluido, tratando de capturarlo en el satélite una vez ocurrida la violación. Esto llevó a que Wally West dedujera que Batman había estado presente durante el incidente y que su mente también había sido manipulada. Posteriormente Batman recupera la memoria de la manipulación y esto lo lleva a desligarse de la JLA y volverse increíblemente desconfiado de los superhéroes metahumanos (ver Hermano Ojo).
Hal Jordan - El primer Linterna Verde de la tierra también respondió ante la violación de Sue Dibny y votó en contra de la alteración de personalidad del Doctor Light. Hal luego pasó a convertirse en el supernatural Espectro, el espíritu de Dios de la Venganza. Green Arrow mantuvo una conversación con Hal en la publicación #4 e hizo un intento porque este exigiera venganza al asesino de Sue en su rol de espíritu de la venganza. Hal se rehusó, atribuyendo sus actos a un propósito mucho mayor, y al mismo tiempo dejando entrever su regreso en Green Lantern: Rebirth.
Zatanna - Zatanna también respondió ante la violación de Sue Dibny y llevó a cabo la alteración de la personalidad de Doctor Light, de la misma manera que la contención y la alteración mental de Batman.
Black Canary - Dinah Lance respondió ante la violación de Sue Dibny y votó en contra de la alteración a la personalidad de Doctor Light.
Hawkman - Hawkman respondió ante la violación de Sue Dibny y votó a favor de la alteración de la personalidad de Doctor Light.
Flash - Barry Allen respondió también ante la violación de Sue Dibny y fue forzado al poco envidiable rol de tener el voto decisivo en la decisión de la alteración de la personalidad de Doctor Light. Votó por

## Cronología de las historias de la Crisis del Multiverso (1962 - Actualidad)
- The Flash #123, El Flash de dos mundos
- Crisis en Tierra Múltiples
Justice League of America (vol. 1) # 21 Crisis en Tierra 1
Justice League of America (vol. 1) # 22 Crisis en Tierra 2
Justice League of America (vol. 1) # 29 Crisis en Tierra 3
Justice League of America (vol. 1) # 30 La Tierra Mas Peligrosa de Todas
Justice League of America (v1) # 37 y 38 Crisis en Tierra A
Justice League of America (v1) # 46 y 47 Crisis entre Tierra 1 y 2
Justice League of America (v1) # 55 y 56 El puente entre Tierras
- Crisis en Tierras Infinitas
- Hora Cero
- Crisis de Identidad
- Cuenta Regresiva a la Crisis Infinita

- Proyecto OMAC
- Día de Venganza
- Villanos Unidos
- La Guerra Rann-Thanagar

- Crisis Infinita # 1 al 6

- Proyecto OMAC Especial: Protocolo Lazarus #1
- Día de Venganza Especial #1
- Villanos Unidos Especial #1
- La Guerra Rann-Thanagar Especial #1

- Consecuencias de la Crisis Infinita: El Espectro

- 52

- 52: Tercera Guerra Mundial

- Consecuencias de 52: Los Cuatro Jinetes
- Black Ádam: The Dark Age

- 52: La Biblia del Crimen
- Un Año Después

- La Batalla por Blüdhaven
- Infinity Inc.
- Metal Men
- Siete Soldados de la Victoria
- Rumbo a la Salvación
- La Muerte de los Nuevos Dioses
- The Flash: The Fastest Man Alive
- Guerra de los Sinestro Corps
- Gotham Underground
- La Guerra Sagrada de Rann-Thanagar
- ION: Guardián del Universo
- Universo DC: Un Nuevo Mundo

- Universo DC: Un Nuevo Mundo - Fredoom Fighters
- Universo DC: Un Nuevo Mundo Las Pruebas de Shazam!
- Universo DC: Un Nuevo Mundo - OMAC
- Universo DC: Un Nuevo Mundo - Detective Marciano

- Cuenta Regresiva a Crisis Final

- Cuenta Regresiva a la Aventura
- Cuenta Regresiva Arena
- Cuenta Regresiva: En búsqueda de Ray Palmer
- Cuenta Regresiva: Lord Havok y los extremistas
- Cuenta Regresiva Para el Misterio

- Capitán Zanahoria y el Arca Final

- Crisis Final

- DC Universe" # 0
- Universo DC: Last Will and Testament
- Crisis Final: Legión de 3 Mundos # 1-5
- Crisis Final: La furia de los Linernas Rojos (one-shot)
- Crisis Final: Requiem (one-shot)
- Crisis Final: La Resistencia (one-shot)
- Crisis Final: Revelaciones # 1-5 [ 13 ]
- Crisis Final: La venganza de los Rogues # 1-3 [ 14 ]
- Crisis Final: Archivos Secretos (one-shot)
- Crisis Final: Sketchbook (one-shot)
- CrisisFinal: Sumisión (one-shot)
- Crisis Final: Más Allá de Superman" # 1-2
- Liga de la Justicia de América" (vol. 2) # 21
- Superman/Batman # 76
- Club Lado Oscuro Incluye:

- Birds of Prey #118
- The Flash #240 (Vol. 2)
- Infinity Inc. #11-12 (Vol. 2)
- Teen Titans #59-60 (Vol.3)
- Titanes del Terror #1-6

- Batman R.I.P. (Batman # 682-683, 701-702)

- La Noche más Oscura
- Retorno de Bruce Wayne
- Time Masters: Vanishing Point
- El día más Brillante
- Flashpoint (Los Nuevos 52/Reinicio del Universo DC)

- Datos: Q45005